# Liste der Monuments historiques in Saint-Nicolas-du-Tertre
Die Liste der Monuments historiques in Saint-Nicolas-du-Tertre führt die Monuments historiques in der französischen Gemeinde Saint-Nicolas-du-Tertre auf.

## Liste der Bauwerke
| Bezeichnung    | Beschreibung | Standort | Kennzeichnung | Schutzstatus | Datum | Bild |
| -------------- | ------------ | -------- | ------------- | ------------ | ----- | ---- |
| Friedhofskreuz |              | (Lage)   | PA00091697    | Inscrit      | 1937  |      |

## Liste der Objekte
- Monuments historiques (Objekte) in Saint-Nicolas-du-Tertre in der Base Palissy des französischen Kultusministeriums